# 奧列尼夫卡監獄大屠殺
奧列尼夫卡監獄大屠殺，是2022年7月29日，在俄羅斯入侵烏克蘭期間，頓涅茨克州奧列尼夫卡附近的一座由俄羅斯經營的監獄被未知原因摧毀之事件，襲擊造成53名烏克蘭戰俘死亡，75人受傷。囚犯主要是來自馬里烏波爾圍城戰中最後一個烏克蘭據點亞速鋼鐵廠的士兵。
烏克蘭和俄羅斯當局都指責對方襲擊監獄。烏克蘭武裝部隊總參謀部說，俄羅斯當局砲擊監獄是為了掩蓋在那裡一連串酷刑和謀殺烏克蘭戰俘的證據，烏克蘭當局提供了他們所宣稱截獲的通信，表明俄羅斯應對罪行負責，而俄羅斯當局則認為是從烏克蘭境內發射的海馬斯火箭而導致事件發生。到目前為止，尚沒有獨立證據確認誰應為大屠殺負責。

## 爆炸
2022年7月29日夜，由俄羅斯支持的頓涅茨克人民共和國所控制，頓涅茨克州西南部定居點奧列尼夫卡附近一座監獄被摧毀。俄羅斯和頓涅茨克人民共和國的傷亡統計表明，有53名烏克蘭戰俘死亡，另有75人受傷。俄羅斯最初報告稱有40人死亡，包括8名警衛在內的75人受傷。烏克蘭當局則表示，大約有40人死亡，130人受傷。雙方皆確認被砲擊的營房中有亞速戰士俘虜。《內幕》報導引述曾被關押在監獄的平民稱，表明亞速戰士在砲擊前兩天才被帶到那裡，而且見證警衛經常虐待和虐殺俘虜，並聽到警衛稱他們絕不會將亞速戰士用來換回俄軍俘虜。頓涅茨克人民共和國首腦傑尼斯·普希林表示，在拘留所的193名囚犯中沒有外國人，但沒有具體說明被關押的烏克蘭人人數。
烏方將責任歸咎於俄羅斯當局。烏克蘭安全局公佈俄羅斯士兵之間的電話通訊錄音，表明俄羅斯人在大樓內放置了炸藥。安全局補充說，從現有的影片證據來看，一些窗戶完好無損，沒有目擊者提到任何砲擊或聲音，這也表明沒有火箭擊中拘留設施。據烏克蘭國防部情報總局稱，爆炸是由俄羅斯政府支持被指控在非洲、敘利亞和烏克蘭犯有戰爭罪的私人軍事服務公司瓦格納集團所實施，其由瓦格納集團掌控者葉夫根尼·普里戈任親自下令執行。但瓦格納集團事前未與俄羅斯聯邦國防部協調，其目的是在9月1日進行的官方檢查之前隱瞞拘留烏克蘭戰俘期間挪用資金的行為。
俄羅斯當局表示，烏克蘭軍隊使用美國提供的海馬斯火箭系統襲擊監獄。親俄Telegram頻道《NeZygar》宣稱參考英國秘密情報局的一些數據，烏克蘭武裝部隊在「英國國防部的控制下」進行襲擊，意圖將襲擊監獄定性為「俄軍試圖掩蓋對囚犯的處決和酷刑」，然後「進行類似布查大屠殺式炒作」。
幾乎沒有獨立證據確認烏俄雙方的說法。美國智庫戰爭研究所表示，現有證據表明烏克蘭的版本更合理，但表示無法確定哪一方應對襲擊負責。
在襲擊的前夕，一段烏克蘭戰俘在另一個地區遭受酷刑的影片在網上流傳，他被一名穿著「Z」字形迷彩服的俄羅斯軍人閹割後殺死，屍體並被綁在車上拖行了一段時間。

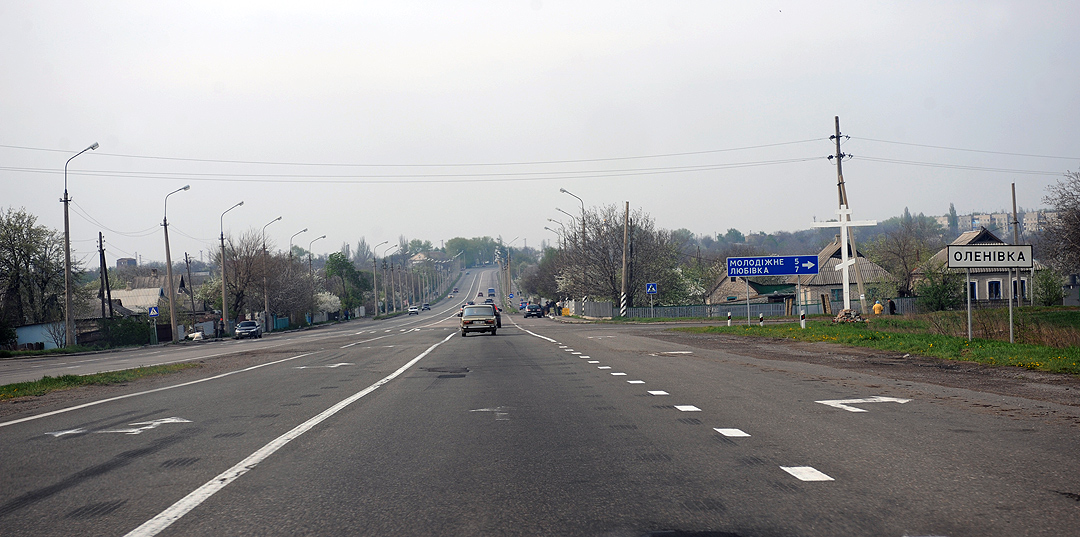
圖為奧列尼夫監獄，攝於2009年8月。

7月31日，馬薩爾科技發布了監獄7月27日（爆炸前）和7月30日（爆炸後）的衛星照片。照片顯示，爆炸只導致一棟建築物受損，就是關押烏克蘭囚犯的建築物。其他建築物均完好無損，沒有明顯的損壞跡象。

## 反應

### 烏克蘭
烏克蘭總統弗拉基米爾·澤連斯基表示，有足夠證據表明這是俄羅斯「有計劃的犯罪」，並表示聯合國安理會已獲悉這一事件
烏克蘭外交部就這次襲擊向國際刑事法院起訴俄羅斯犯下戰爭罪。烏克蘭外長德米特里·庫列巴敦促烏克蘭合作夥伴「嚴厲譴責這種野蠻行為違反國際人道法」，並承認俄羅斯為恐怖主義國家。烏克蘭官員還呼籲國際紅十字會和聯合國進行干預，稱這些組織在「亞速鋼鐵廠保衛者」投降期間是「烏克蘭戰俘生命和健康的保障者」 ，同樣烏克蘭要求對監獄攻擊導致烏克蘭戰俘死亡的事件進行調查。
烏克蘭總統辦公室主任顧問米哈伊洛·波多利亞克稱奧列尼夫卡過濾營的謀殺「是俄羅斯軍隊精心策劃的」，並表示奧列尼夫卡「沒有烏軍的軍事目標」，而且烏克蘭軍隊「擁有所有準確識別被摧毀物體的工具」。 
烏克蘭武裝部隊總參謀部表示，俄羅斯軍隊「追求他們的犯罪目標——指責烏克蘭犯下『戰爭罪』，並隱瞞對囚犯的酷刑和處決」。
在烏克蘭武裝部隊、烏克蘭安全局、國防部情報總局和最高拉達人權專員的聯合聲明中，將事件被描述為「俄羅斯聯邦憤世嫉俗的恐怖行為、軍事挑釁和典型的假旗行動」。
從烏克蘭官員的聲明中可以看出，發生的襲擊有兩個主要說法：俄羅斯軍隊對過濾營的蓄意砲擊和用爆炸裝置炸毀建築物。
亞速團創始人安德烈·比列茨基代表亞速團宣布將追捕所有參與奧列尼夫卡監獄大屠殺的人，表示無論他們的職位如何都將承擔責任，「無論你藏在哪裡，都會找到你並將你消滅」。
7月30日，亞速鋼鐵廠被俘虜的烏克蘭戰俘親屬和活動人士於基輔索菲亞廣場參加集會，呼籲和平。亞速鋼鐵廠捍衛者家屬協會發表聲明中要求國際承認俄羅斯是恐怖主義國家，亦要求聯合國和紅十字國際委員會實踐其對亞速鋼鐵廠烏克蘭戰俘的安全保證，派員前往事發地點，以了解悲劇的情況、傷員和其他戰俘的健康狀況，與及協助轉移死難者屍體和烏克蘭戰俘。
根據最高拉達人權專員德米特羅·魯比內茨的聲明，烏克蘭已經向俄羅斯當局啟動了歸還死者遺體的程序。2025年6月30日魯賓內茲表示，多名聯合國專家單獨發布的實質資料，包含確鑿的證據顯示聯合國內部分析表明，俄羅斯策劃並實施對奧列尼夫卡監獄大屠殺，造成50多名烏克蘭戰俘死亡。指出事件發生時，紅十字國際委員會和聯合國已表示願意調查事件。然而五個月後，由於缺乏安全保障，聯合國奧列尼夫卡調查團解散。魯賓內茲表示自己曾多次嘗試與聯合國調查團成員會面，以移交在烏克蘭的資料。但調查團從未同意審查資料，自己更曾邀請俄羅斯人權專員一起前往慘案現場，但亦被拒絕。現在該報告列舉俄羅斯武裝部隊用於殺害烏克蘭戰俘的武器彈藥，並詳細審查謀殺的策劃、組織和執行過程。分析俄羅斯、烏克蘭以及聯合國本身的調查進程，並針對烏克蘭提出了進一步的建議。烏克蘭堅持要求對肇事者進行調查並予以公正懲罰。

### 俄羅斯和頓涅茨克人民共和國
俄羅斯聯邦國防部稱這次襲擊是基輔的「挑釁」，「目的是恐嚇烏克蘭軍人並阻止他們投降」。
頓涅茨克人民共和國的代表表示，這次襲擊是由烏克蘭武裝部隊使用海馬斯導彈造成。頓涅茨克人民共和國當局展示了他們聲稱是海馬斯導彈的部分碎片。抵達現場的路透社記者報導，導彈碎片被放置在長凳上，無法確定它們是在哪裡收集的。
頓涅茨克人民軍新聞發言人愛德華·巴蘇林告訴記者，烏克蘭當局清楚地知道戰俘的關押地點。據他宣稱，烏克蘭軍隊發動襲擊殺死亞速團的戰俘，因為據巴蘇林稱，他們開始就烏克蘭軍隊的戰爭罪行作證。
7月29日，俄羅斯駐英國大使館在Twitter上表示，亞速團成員「應該被處決，但不是被行刑隊處死，而是被絞死，因為他們不是真正的士兵。他們應該羞辱地死去。」Twitter將這條推文視為仇恨言論而隱藏但沒有刪除內容，稱「讓推文保持可訪問性符合公眾利益」。
7月30日，俄羅斯聯邦國防部公佈死傷烏克蘭戰俘的名單，據稱，該過濾營共囚有193名烏克蘭囚犯，死者大約50人，傷者共73人。俄羅斯聯邦國防部的聲明指出，「對烏克蘭人的血腥屠殺，所有政治、刑事和道德責任均由澤連斯基、他的犯罪政權和支持他們的華盛頓承擔」。

### 國際社會
美國最初拒絕就奧列尼夫卡監獄襲擊發表評論。7月29日，美國國家安全委員會發言人約翰·柯比告訴記者，「我們沒有足夠的信息來評論這些初步報導。」一位不願透露姓名的五角大樓高級消息人士表示，美國「沒有準確的信息」確定是俄羅斯或烏克蘭襲擊了奧列諾夫卡，但消息人士也表示「對俄羅斯人告訴我們的內容保持謹慎，因為我們知道他們過去曾發表過幾次與事實不符的聲明。」但在7月30日，美國國務卿安東尼·布林肯向烏克蘭「盡一切努力確保」俄羅斯對奧列尼夫卡戰俘死亡事件負責。
歐盟的高級外交關係官員何塞·豐特列斯指責俄羅斯發動襲擊，稱其為「可怕的暴行」和「野蠻行為」。
聯合國秘書長安東尼奧·古特雷斯對此表示擔憂。秘書長辦公室拒絕進一步置評，理由是缺乏「第一手資料」。聯合國駐烏克蘭協調員奧斯納特·盧布拉尼（Osnat Lubrani）表示，該組織對關押烏克蘭戰俘的監獄遭到破壞感到震驚，襲擊事件可被視為戰爭罪。
紅十字國際委員會表示，其將試圖「進入」奧列諾夫卡的過濾營，以「親眼看看發生了什麼事」。7月30日，俄羅斯聯邦國防部宣布已邀請聯合國和紅十字會代表前往奧列諾夫卡進行調查。7月31日，紅十字會表示尚未收到俄羅斯確認允許訪問奧列諾夫卡過濾營。
愛沙尼亞總統阿拉爾·卡里斯在Twitter上強烈譴責奧列尼夫斯卡過濾營發生的大規模屠殺，表示俄羅斯不關心人類生命和國際法。
摩爾多瓦總統馬婭·桑杜在Twitter上表示「對俄羅斯在奧列尼夫斯卡過濾營殺害戰俘的行為感到震驚和恐懼」。
法國總統伊曼努爾·馬克龍指責俄羅斯軍隊殺害烏克蘭戰俘，並表示法國已向奧列尼夫卡派出法醫專家小組和移動實驗室進行DNA分析。馬克龍稱這一事件為「俄羅斯武裝部隊實施的大屠殺」。
2023年7月25日，联合国人权事务高级专员周二呼吁对奧列尼夫卡監獄大屠殺中50名乌克兰战俘的死亡追究责任。联合国人权机构表示他们已与幸存者进行了广泛的采访并分析了其他信息，并称此次事件并非由海马斯火箭所引发。声明中还称，尚未确定爆炸的来源，但他们将继续对该事件进行调查。

## 另見
- 馬里烏波爾圍城戰